# CentOS
CentOS (Community ENTerprise Operating System) fou una distribució Linux amb suport a llarg termini, estable, segura, gratuïta i pensada per als servidors. Era un clon a nivell binari de la distribució GNU/Linux Red Hat Enterprise Linux (RHEL). Fou discontinuada en favor de CentOS Stream, d'alliberament continu.

## Història
Fou fundada per Gregory Kurtzer i Rocky McGaugh, llançada el març de 2004 i inicialment era compilada per voluntaris a partir del codi font alliberat per Red Hat. El 2014, es va anunciar que CentOs passava a ser auspiciada per Red Hat, que en aquell moment ja mantenia el projecte Fedora. El setembre de 2019, es va llançar CentOs 8.0, amb una nova versió, CentOS Stream, d'alliberament continu. El desembre de 2020, Red Hat va anunciar la fi del suport a CentOS per a finals de 2021, centrant el seu desenvolupament en CentOS Stream. CentOS Linux, era una reconstrucció de Red Hat Enterprise Linux (RHEL) mentre que l'actual successora CentOS Stream, es llança amb anterioritat a RHEL. Essent el nou flux de desenvolupament: Primer es llança Fedora, posteriorment CentOS Stream i finalment RHEL. El juny de 2023, Red Hat anuncià que el dipòsit de CentOS Stream esdevindria l'únic que de manera pública es permetria descarregar el codi font relacionat amb RHEL.

### Versions
| Versió CentOS | Arquitectures                                                    | RHEL | CentOS data publicació | RHEL data publicació |
| ------------- | ---------------------------------------------------------------- | ---- | ---------------------- | -------------------- |
| 2             | i386                                                             | 2.1  | 14-05-2004             | 17-05-2002           |
| 3.1           | i386, x86_64, ia64, s390, s390x                                  | 3    | 19-03-2004             | 23-10-2003           |
| 3.3           | i386, x86-64, IA-64, s390, s390x                                 | 3.3  | 17-09-2004             | 03-09-2004           |
| 3.4           | i386, x86-64, IA-64, s390, s390x                                 | 3.4  | 23-01-2005             | 12-12-2004           |
| 3.5           | i386                                                             | 3.5  | 10-06-2005             | 18-05-2005           |
| 3.6           | i386                                                             | 3.6  | 01-11-2005             | 28-09-2005           |
| 3.7           | i386, x86_64, ia64, s390, s390x                                  | 3.7  | 11-04-2006             | -                    |
| 3.8           | i386, x86_64                                                     | 3.8  | 25-08-2006             | -                    |
| 3.9           | i386, x86-64, IA-64, s390, s390x                                 | 3.9  | 26-07-2007             | 15-06-2007           |
| 4             | i386, x86-64, various                                            | 4    | 09-03-2005             | 14-02-2005           |
| 4.1           | i386, ia64, s390                                                 | 4.1  | 12-06-2005             | 08-06-2005           |
| 4.2           | i386, x86_64, ia64, s390, s390x, alpha                           | 4.2  | 13-10-2005             | 05-10-2005           |
| 4.3           | i386, x86-64, ia64, s390, s390x                                  | 4.3  | 21-03-2006             | 12-03-2006           |
| 4.4           | i386, x86-64                                                     | 4.4  | 30-08-2006             | 10-08-2006           |
| 4.5           | i386, x86_64, IA-64                                              | 4.5  | 17-05-2007             | 01-05-2007           |
| 4.6           | i386, x86_64, ia64, alpha, s390, s390x, ppc (beta), sparc (beta) | 4.6  | 16-12-2007             | 16-11-2007           |
| 4.7           | i386, x86_64                                                     | 4.7  | 13-09-2008             | 24-07-2008           |
| 5             | i386, x86_64                                                     | 5    | 12-04-2007             | 14-03-2007           |
| 5.1           | i386, x86_64                                                     | 5.1  | 02-12-2007             | 07-11-2007           |
| 5.2           | i386, x86_64                                                     | 5.2  | 24-06-2008             | 21-05-2008           |
| 5.3           | i386, x86_64                                                     | 5.3  | 31-03-2009             | 20-01-2009           |
| 5.4           | i386, x86-64                                                     | 5.4  | 21-10-2009             | 01-09-2009           |
| 5.5           | i386, x86-64                                                     | 5.5  | 14-05-2010             | 31-03-2010           |
| 5.6           | i386, x86-64                                                     | 5.6  | 08-04-2011             | 13-01-2011           |
| 5.7           | i386, x86-64                                                     | 5.7  | 13-09-2011             | 21-07-2011           |
| 5.8           | i386, x86-64                                                     | 5.8  | 07-03-2012             | 21-02-2012           |
| 5.9           | i386, x86-64                                                     | 5.9  | 17-01-2013             | 07-01-2013           |
| 6             | i386, x86-64                                                     | 6    | 10-07-2011             | 10-11-2010           |
| 6.1           | i386, x86-64                                                     | 6.1  | 09-12-2011             | 19-05-2011           |
| 6.2           | i386, x86-64                                                     | 6.2  | 20-12-2011             | 06-12-2011           |
| 6.3           | i386, x86-64                                                     | 6.3  | 10-07-2012             | 21-06-2012           |
| 6.4           | i386, x86-64                                                     | 6.4  | 09-03-2013             | 21-02-2013           |
| 6.5           | i386, x86-64                                                     | 6.5  | 01-12-2013             | 21-11-2013           |
| 7.0-1406      | x86-64                                                           | 7.0  | 07-07-2014             | 10-06-2014           |
| 8.0           |                                                                  | 8.0  | ?-11-2019              | ?-05-2019            |

## Treballs derivats
- Elastix està basat amb CentOS
- Rocks v4.1 (Fuji) és una distribució en cluster basada en CentOS 4.2 - Anunci Arxivat 2006-04-27 a Wayback Machine.
- SME Server està basat amb CentOS - Lloc
- Asterisk@Home està basat amb CentOS - Lloc
- Trixbox està basat amb CentOS
- Openfiler està basat amb CentOS - Lloc Arxivat 2008-12-05 a Wayback Machine.
- Boston University's Linux 4.5 Server Edition (Zodiac) està basat amb CentOS - Lloc Arxivat 2010-02-22 a Wayback Machine.
- NuOnce Networks CentOS ™ / Blue Quartz ™ CD estan basats amb CentOS - Lloc Arxivat 2006-05-19 a Wayback Machine.
- Blue Quartz basa el seu panell de control amb CentOS - Lloc Arxivat 2011-06-21 a Wayback Machine.
- Rocky Linux.[65]
- AlmaLinux.[65]

## Ús amb altres projectes
- CentOS pot funcionar com BrandZ OS a OpenSolaris.
- CentOS pot ser un host o guest en sistemes de màquina virtual com Xen.

## Nota
1. ↑  Red Hat era propietat d'IBM.
2. ↑  Es preveu que sigui més difícil que les forks no controlades per Red Hat proporcionin compilacions totalment compatibles amb les versions de RHEL.
3. ↑  A Juliol 2014, hi ha un esforç continu per proporcionar imatges d'instal·lació per a i386, ARM i PowerPC també.[62]